# Kirsimarja Koskinen
Kirsimarja Koskinen (Helsinki, 11 de abril de 1969) es una deportista finlandesa que compitió en taekwondo. Ganó tres medallas en el Campeonato Europeo de Taekwondo entre los años 1990 y 1996.
Participó en los Juegos Olímpicos de Sídney 2000, donde finalizó quinta en la categoría de –67 kg.

## Palmarés internacional
| Campeonato Europeo | Campeonato Europeo   | Campeonato Europeo | Campeonato Europeo |
| Año                | Lugar                | Medalla            | Categoría          |
| ------------------ | -------------------- | ------------------ | ------------------ |
| 1990               | Århus (Dinamarca)    | Medalla de plata   | –65 kg             |
| 1994               | Zagreb (Croacia)     | Medalla de bronce  | –65 kg             |
| 1996               | Helsinki (Finlandia) | Medalla de bronce  | –65 kg             |